# A' Katīgoria 1968-1969
La A' Katīgoria 1968-1969 (in greco Πρωτάθλημα Α' Κατηγορίας) è stata la 30ª edizione della massima serie del campionato cipriota di calcio; l'Olympiakos Nicosia vinse il titolo per la seconda volta nella sua storia.

## Stagione

### Novità
Rispetto alla stagione precedente mancarono l'AEL Limassol, promosso in Alpha Ethniki 1968-1969, e l'APOP Paphou, retrocesso; furono sostituiti dall'Evagoras Paphou, vincitore della B' Katīgoria 1967-1968 e dall'Olympiakos Nicosia, retrocesso dall'Alpha Ethniki 1967-1968; pertanto il numero di squadre rimase fermo a dodici.

### Formula
Il torneo fu disputato da dodici squadre che si incontrarono in gare di andata e ritorno per un totale di ventidue turni per squadra; furono assegnati tre punti in caso di vittoria, due in caso di pareggio e uno in caso di sconfitta. L'ultima classificata veniva retrocessa in B' Katīgoria 1969-1970; in caso di arrivo in parità prevaleva il quoziente reti. Come nella precedente stagione la prima classificata otteneva la promozione nel massimo campionato di calcio greco.

## Squadre partecipanti
| Club                | Città     | Stadio                    | Stagione precedente                                            |
| ------------------- | --------- | ------------------------- | -------------------------------------------------------------- |
| Alkī Larnaca        | Larnaca   | Vecchio Stadio GSZ        | 6º in A' Katīgoria                                             |
| Anorthōsis          | Famagosta | Stadio GSE                | 5º in A' Katīgoria                                             |
| APOEL               | Nicosia   | Vecchio Stadio GSP        | 9º in A' Katīgoria                                             |
| Apollōn Limassol    | Limassol  | Stadio GSO                | 4º in A' Katīgoria                                             |
| Arīs Limassol       | Limassol  | Stadio GSO                | 11º in A' Katīgoria                                            |
| ASIL Lysī           | Lysi      | Stadio Grigoris Afxentiou | 10º in A' Katīgoria                                            |
| EPA Larnaca         | Larnaca   | Vecchio Stadio GSZ        | 7º in A' Katīgoria                                             |
| Evagoras Paphou     | Pafo      | Stadio GSK                | 1º nel Girone 2 di B' Katīgoria, vince lo spareggio promozione |
| Nea Salamis         | Famagosta | Stadio GSE                | 8º in A' Katīgoria                                             |
| Olympiakos Nicosia  | Nicosia   | Vecchio Stadio GSP        | 17º in A' Alpha Ethniki, retrocesso                            |
| Omonia              | Nicosia   | Vecchio Stadio GSP        | 2º in A' Katīgoria                                             |
| Pezoporikos Larnaca | Larnaca   | Vecchio Stadio GSZ        | 3º in A' Katīgoria                                             |

## Classifica finale
|  | Pos. | Squadra             | Pt | G  | V  | N  | P  | GF | GS | DR  |
|  | ---- | ------------------- | -- | -- | -- | -- | -- | -- | -- | --- |
|  | 1.   | Olympiakos Nicosia  | 52 | 22 | 12 | 6  | 4  | 51 | 18 | +33 |
|  | 2.   | Omonia              | 52 | 22 | 12 | 6  | 4  | 41 | 18 | +23 |
|  | 3.   | Pezoporikos Larnaca | 50 | 22 | 12 | 4  | 6  | 35 | 25 | +10 |
|  | 4.   | EPA Larnaca         | 46 | 22 | 8  | 8  | 6  | 39 | 41 | -2  |
|  | 5.   | Apollōn Limassol    | 45 | 22 | 8  | 7  | 7  | 40 | 33 | +7  |
|  | 6.   | ASIL Lysī           | 45 | 22 | 10 | 3  | 9  | 24 | 29 | -5  |
|  | 7.   | Anorthōsis          | 44 | 22 | 7  | 8  | 7  | 28 | 27 | +1  |
|  | 8.   | APOEL               | 42 | 22 | 9  | 2  | 11 | 32 | 33 | -1  |
|  | 9.   | Nea Salamis         | 41 | 22 | 6  | 7  | 9  | 30 | 41 | -11 |
|  | 10.  | Arīs Limassol       | 41 | 22 | 5  | 9  | 8  | 24 | 37 | -13 |
|  | 11.  | Alkī Larnaca        | 38 | 22 | 3  | 10 | 9  | 24 | 34 | -10 |
|  | 12.  | Evagoras Paphou     | 32 | 22 | 2  | 6  | 14 | 19 | 51 | -32 |

### Verdetti
- Olympiakos Nicosia Campione di Cipro 1968-69, promosso in Alpha Ethniki 1969-1970 e ammesso alla Coppa dei Campioni 1969-1970.
- Evagoras Paphou retrocesso in B' Katīgoria 1969-1970.
- APOEL qualificato alla Coppa delle Coppe 1969-1970 per la vittoria della Coppa di Cipro.

## Statistiche
Capocannoniere del torneo fu Panikos Efthymiades dell'Olympiakos Nicosia con 17 reti.